# Fondation verte européenne
Pour les articles homonymes, voir GEF.
 (septembre 2024).
La Fondation verte européenne, en anglais Green European Foundation (GEF), est une fondation politique européenne. Elle est liée à, mais indépendante, d’autres acteurs verts européens tels que le Parti vert européen et le groupe des Verts–Alliance libre européenne au Parlement européen.

## Mission
La Fondation verte européenne a été fondée en 2008 en s’inspirant du modèle de nombreuses fondations politiques écologiques nationales, au premier chef la fondation allemande Heinrich-Böll. Sa mission est d’encourager les citoyens européens à participer aux discussions politiques européennes et, à terme, de forger une démocratie européenne plus forte et plus participative.
La Fondation verte européenne organise des débats, finance des recherches et publie divers documents concernant l'écologie politique. Bien que son siège social soit basé à Bruxelles, la fondation a pour objectif de s'adresser aux citoyens de toute l'Europe et organise chaque année de nombreux événements dans divers pays européens. Ces événements incluent des conférences, des séminaires, des ateliers et des écoles d’été qui visent à promouvoir l’étude et le débat et la connaissance entre militants et organisations. La fondation organise également des sessions de formation pour les jeunes dans le cadre de son programme annuel de formation des militants verts européens (European Green Activists Training), et propose des cours gratuits sur sa plateforme éducative Green Learning.

## Green European Journal
La Fondation verte européenne publie le Green European Journal, traduit dans 21 langues et également basé à Bruxelles. Lancé en 2012, le Journal publie sur papier et en ligne des articles et des interviews sur l'actualité européenne et sur des sujets généraux importants pour le mouvement écologiste européen.
Il compte plusieurs organisations et publications partenaires dans différents pays européens, dont l'écossais Bright Green, la revue polonaise Krytyka Polityczna et la Fondation Heinrich Böll.
Les éditions imprimées du Journal examinent en profondeur un sujet donné et paraissent deux fois par an. Le premier numéro, publié en 2012, était consacré à la crise économique européenne. Les numéros suivants ont couvert divers sujets, notamment le changement climatique, la décroissance, l'agriculture, la sécurité et le COVID-19, entre autres.
Le magazine publie des articles en ligne tout au long de l'année sur des sujets très variés, principalement en anglais, avec certains articles traduits dans quelques autres langues.
Le magazine publie également des versions audio d'articles sélectionnés sous la forme d'un podcast intitulé Green Wave.
Parmi les auteurs célèbres dont les travaux ont été publiés dans le Green European Journal figurent Vandana Shiva, Amitav Ghosh, Rosi Braidotti, Ulrike Guérot, Michel Bauwens, Natalie Bennett, Daniel Cohn-Bendit, Olivier De Schutter, Cory Doctorow, Joschka Fischer, David Graeber, Chantal Mouffe, Kate Raworth et Yanis Varoufakis.

## Structure
Trois acteurs constituent le cœur de la Fondation verte européenne :
- les fondations d'écologie politique ("vertes") nationales à travers l’Europe ;
- le Parti Vert Européen ;
- le Groupe des Verts/ALE au Parlement européen ;

Ces parties prenantes sont représentées à l’Assemblée générale de la fondation, qui se réunit deux fois par an et qui a la responsabilité d’élire tous les trois ans le conseil d’administration de la fondation. Depuis janvier 2019, les fondations nationales suivantes sont représentées à l'Assemblée générale en tant que membres à part entière :
- la fondation Alexander Langer (Italie)
- Bureau de Helling (Pays-Bas)
- Cogito (Suède)
- EcoPolis (Hongrie)
- Etopia (Wallonie, Belgique)
- Fondation de l'écologie politique (France)
- Fundacion EQUO (Espagne)
- Green Economics Institute (Royaume-Uni)
- Green Foundation Ireland (Irlande)
- Gréng Steftung (Luxembourg)
- Grüne Bildungswerkstatt (Autriche)
- Heinrich-Böll Stiftung (Allemagne)
- Nous Horitzons (Catalogne, Espagne)
- Oikos social-economical think tank (Belgique flamande)
- ViSiLi (Finlande)

Sont membres associés :
- Fédération des jeunes verts européens (FYEG - Europe)
- Institut vert grec (Grèce)
- Association de la Pensée Verte (Turquie)
- Insamlingsstiftelsen Green Forum (Suède)
- Institut d'écologie politique (Croatie)
- Fondation Strefa Zieleni (Pologne)

## Conseil d'administration
En octobre 2019, le conseil d'administration de la fondation est constitué de:
- Klára Berg
- Teo Comet
- Dirk Holemans (co-président)
- Vedran Horvat
- Benoit Monange
- Susanne Rieger (co-présidente)
- Ewa Sufin-Jacquemart
- Sevil Turan

Renouvelé en 2022, le conseil d'administration se constitue désormais de :
- Dagmar Tutschek (présidente), autrichienne
- Gwendoline Delbos-Corfield, franco-britannique, ancienne députée européenne
- Mar Garcia Sanz, espagnole et catalane
- Claude Weinber, allemand
- Vedran Horvat, croate
- Benoit Monange (trésorier), français, directeur de la Fondation de l'écologie politique
- Ewa Sufin-Jacquemart, polonaise, directrice de la Fundacja Strefa Zieleni
- Benedek Jávor, hongrois.